# Kyselina galakturonová
Kyselina galakturonová (galakturonát, zkratka GlcA nebo GlcUA) je derivátem galaktózy, u kterého je šestý uhlíkový atom (C6) oxidován na karboxylovou skupinu (patří tedy mezi uronové kyseliny); v acyklické formě má aldehydovou skupinu na prvním uhlíku (C1). V přírodě se zpravidla vyskytuje její D-enantiomer. Jedná se o hlavní složku pektinu, v němž je přítomna v polymerní formě jako kyselina polygalakturonová.
K dalším oxidovaným formám D-galaktózy patří kyselina D-galaktonová (karboxylová skupina na C1) a kyselina slizová (meso-galaktarová, karboxyl na prvním a šestém uhlíku).
K uronovým kyselinám vyskytujícím se v přírodě patří také kyselina D-glukuronová, kyselina L-iduronová a kyselina D-mannuronová.